# Don Williams
Donald Ray Williams (Floydada, Texas, 1939. május 27. – Mobile, Alabama, 2017. szeptember 8.) amerikai country-zenész, dalszerző, gitáros, 2010-től a Country Hírességek Csarnokának tagja volt. 1971-ben kezdett szólókarrierbe, többnyire mások számait játszva, és nem kevesebb mint 17 listavezető számot jegyez. Lágy bariton hangja és személyisége miatt kapta a "Country kedves óriása" becenevet.
Don Williams egy őrült!  ...Nem az a normális hétköznapi fajta, hanem egy különleges őrült! Egy ilyen iparágban, amely tele van drogosokkal, alkoholistákkal, hamisítványokkal, előkerül egy egyenes személyiség, tele tehetséggel és lélekkel, akiben mélység van, rengeteg szeretet, és törődik az emberekkel, nyílt és őszinte.

## Életrajza
A texasi Portland városában nőtt fel, itt érettségizett 1958-ban. 1960. április 10-én feleségül vette Joy Buchert, akitől két fia született, Gary és Tim.
Gitározni anyjától tanult meg. Első számát (Walk it off) 14 évesen írta. Néhány kényszerű munkával töltött év után (miközben volt adószedő, üveggyári- és olajmunkás is) megírta a Down the road I go című számot Johnny Cash hangjára. Ekkor Nashville-be ment, ám azt mondták neki, szervezzen együttest. 1964-ben a korábbi Strangers Two formációból (Williams és Loften Kline) Susan Taylorral kiegészülve létrejött a Pozo-Seco Singers. Az együttes 1971-ig működött Nashville-ben, miközben felvették a Time című albumot.
Ebben az évben Williams szólókarrierbe kezdett a JMI kiadó szárnyai alatt. 1973-74-ben a kiadó kérésére három lemezre felvette a kiadó legsikeresebb számait. A gyűjtemény hatására az ABC/Dot kiadó szerződtette, akiknél mindjárt első kislemeze, a We should be together a listák élére került. Sikerében elévülhetetlen érdemeket tulajdonít Bob McDillnek, aki legsikeresebb számai jó részét írta. A 70-es és 80-as években az ABC, majd az MCA, a Capital és az RCA Records színeiben 17 listavezető kislemezt adott ki. 1978-ban a Country Music Association az Év Férfi Énekese címmel jutalmazta. 1980-ban az Egyesült Királyságban az évtized country-énekesévé választották. Tulsa time című kislemeze az Év kislemeze lett. 1985-ben átszerződött a Capitol Recordshoz, és első itt megjelent lemezéről 5 kislemez került fel a Top 10 listára. 1989-ben az RCA-hoz szerződött. 1992-es Currents albuma nem volt sikeres, ezzel lezárult "kereskedelmi" pályafutása.
Don azonban továbbra is írt és turnézott. 1994-ben a független American Harvest Recording Society kiadásában jelent meg első élő lemeze. 1997-ben régi vágya teljesült, Afrikában is felléphetett. 1998-as I turn the page albumát úgy jellemezte a kritika, hogy "az idén Nashville-ben felvett legjobb 12 szám". Utolsó új anyaga, a 2004-es My heart to you néhány saját számot és feldolgozásokat tartalmaz.
2006-os turnéja után hivatalosan visszavonult, bár a lemezkészítéstől nem zárkózott el. 2010-ben a Country Hírességek Csarnoka tagjává választották, az év második felétől ismét turnézik. 2012-ben elkészült hosszú idő után első stúdióalbuma And so it goes címmel, amelynek megjelenését rövid amerikai turné is követi majd.

## Érdekességek
- Számait sokan feldolgozták, köztük Johnny Cash, Eric Clapton (aki példaképei egyikének tartja), Sonny James, Lobo, Charley Pride, Billy Dean, Alison Krauss, Kenny Rogers és Pete Townshend.
- Ő volt az első country-zenész, aki koncept-videót készített egy dalához.
- Burt Reynolds oldalán szerepelt a W. W. & The Dixie Dance Kings című filmben.
- Legendás kalapját is a forgatáskor adták rá először. Kézzel készült, kifejezetten az ő számára, és a gyártó azóta pontos másolatokat is készített az elhordott darabok helyett
- Szinkronhangként szerepelt a CBS egy TV-filmjében, a Reunion in hazard-ban
- Hobbija a horgászás
- Fia, Tim szerepelt Flatlands című albumán

## Lemezei
| Év   | Album                               | Helyezés    | Helyezés | Helyezés       | Elismerések | Elismerések | Kiadó              |
| Év   | Album                               | USA Country | USA      | Kanada Country | USA         | Kanada      | Kiadó              |
| ---- | ----------------------------------- | ----------- | -------- | -------------- | ----------- | ----------- | ------------------ |
| 1973 | Volume 1                            | 5           | —        | —              | —           | —           | JMI                |
| 1974 | Volume 2                            | 13          | —        | —              | —           | —           | JMI                |
| 1974 | Volume 3                            | 3           | —        | —              | —           | —           | ABC                |
| 1975 | You're my best friend               | 5           | —        | —              | —           | —           | ABC                |
| 1976 | Harmony                             | 1           | —        | —              | —           | —           | ABC                |
| 1977 | Visions                             | 4           | —        | —              | —           | —           | ABC                |
| 1977 | Country boy                         | 9           | —        | 11             | —           | —           | ABC                |
| 1978 | Expressions                         | 2           | 161      | 1              | —           | —           | ABC                |
| 1978 | Images                              | —           | —        | —              | —           | —           | K-Tel              |
| 1979 | Portrait                            | 11          | —        | —              | —           | —           | MCA                |
| 1980 | I believe in you                    | 2           | 57       | 3              | Platina     | Arany       | MCA                |
| 1981 | Especially for you                  | 5           | 109      | —              | —           | —           | MCA                |
| 1982 | Listen to the radio                 | 6           | 166      | —              | —           | —           | MCA                |
| 1983 | Yellow moon                         | 12          | 44       | —              | —           | —           | MCA                |
| 1984 | Cafe Carolina                       | 13          | —        | 1              | —           | —           | MCA                |
| 1986 | Sings Bob McDill                    | —           | —        | —              | —           | —           | MCA                |
| 1986 | New moves                           | 29          | —        | —              | —           | —           | Capitol            |
| 1987 | Traces                              | —           | —        | —              | —           | —           | Capitol            |
| 1989 | Prime cuts                          | —           | —        | —              | —           | —           | Capitol            |
| 1989 | One good well                       | 54          | —        | —              | —           | —           | RCA                |
| 1990 | True love                           | 56          | —        | —              | —           | —           | RCA                |
| 1992 | Currents                            | —           | —        | —              | —           | —           | RCA                |
| 1994 | An evening with Don Williams (Live) | —           | —        | —              | —           | —           | American Harvest   |
| 1995 | Borrowed tales                      | —           | —        | —              | —           | —           | American Harvest   |
| 1996 | Flatlands                           | —           | —        | —              | —           | —           | American Harvest   |
| 1998 | I turn the page                     | 69          | —        | —              | —           | —           | Giant              |
| 2002 | Follow me back home                 | —           | —        | —              | —           | —           | Giant              |
| 2004 | My heart to you                     | —           | —        | —              | —           | —           | Compendia          |
| 2012 | And so it goes                      | —           | —        | —              | —           | —           | Sugar Hill Records |